# Moritz Probst
Moritz Probst (* 10. August 1838 in Bern; † 18. Mai 1916 eda.) war ein Schweizer Maschineningenieur und Unternehmer.

## Leben
Er war der Sohn des Jakob Probst von Ins und der Katharina Müller. Die Familie lebte seit 1842 in Romainmôtier, wo Moritz Probst nach dem Besuch der Volksschule im Gewerbebetrieb seines Vaters mitarbeitete. Von 1856 bis 1857 war er in der Werkstätte der Schifffahrtsgesellschaft Société Centrale de Navigation in Yverdon angestellt, wo er unter anderem an den Plänen für Dampfschiffe mitwirkte. 1858 konnte er sich nach gründlichem Selbststudium, ohne das Gymnasium absolviert zu haben, am kurz zuvor gegründeten Eidgenössischen Polytechnikum (heute Eidgenössische Technische Hochschule) in Zürich immatrikulieren, wo er an der mechanisch-technischen Abteilung unter anderem bei Franz Reuleaux, Gustav Zeuner und Richard Dedekind studierte. 1861 erhielt er das Diplom als Maschineningenieur.
Probst arbeitete danach bei der Maschinenfabrik J. J. Rieter in Töss bei Winterthur und ab 1863 in Berlin in der Eisengiesserei und Maschinenfabrik L. Schwartzkopff. Seit 1865 leitete er in Dorsten in Westfalen ein Sägewerk.
1869 kehrte Probst in die Schweiz zurück und war bei der Firma G. Ott & Cie. in Bern als Ingenieur tätig. Er leitete die Brückenbauwerkstätte von Ott & Cie., wo er mit dem Bauingenieur Jules Röthlisberger grosse Bauwerke für das im Entstehen begriffene Schweizer Eisenbahnnetz und für den Strassenbau realisieren konnte, so zum Beispiel die Schwarzwasserbrücke zwischen Bern und Schwarzenburg und die Kirchenfeldbrücke in Bern.
Als die Firma Ott & Cie. wegen des Todes ihres Inhabers 1882 aufgelöst wurde, führte Moritz Probst einige Arbeiten weiter und gründete 1885 zusammen mit Ingenieur Jules Chappuis, dem Inhaber einer Konstruktionswerkstätte in Nidau, und Ingenieur Charles Wolf die neue Firma «Probst, Chappuis & Wolf» in Nidau. Dieses Unternehmen führte den Bau grosser Stahlbrücken und andere technische Projekte weiter.  1907 schloss sich das Unternehmen Probst, Chappuis & Wolf mit dem Betrieb von Conrad Zschokke zusammen und gründete die Firma «Vereinigte Werkstätten von Nidau und Döttingen».
Politisch war Moritz Probst von 1883 bis 1894 als nebenamtlicher Gemeinderat und als Stadtrat in Bern aktiv. 
1905 wurde er von der Universität Zürich zum Ehrendoktor ernannt.

## Bekannte Bauwerke von Probst, Chappuis & Wolf
- Eisenbahnbrücke Mellingen der Schweizerischen Nationalbahn über die Reuss[1]
- Brücke über die Ärgera bei Giffers und Sankt Silvester
- Thurbrücke bei Oberbüren
- Kalberweidbrücke in Thun
- NOB-Viadukt bei Eglisau
- Lokomotivremise Rotonde de Delémont
- Scherlibachbrücke, Köniz (1906)
- Dachstuhl aus Eisen für das Basler Münster[2]
- Turmwacht für das Berner Münster[3]
- Brücken für die Brünigbahn